# Contrapás
El contrapás (contrapàs en catalán) es el nombre de una serie de danzas catalanas que se bailaban hasta mediados del siglo XIX y que están, en parte, en el origen de la actual sardana. Se trata un baile que, en general, se ejecutaba en las mismas sesiones que la sardana corta.
El contrapás catalán es de origen religioso; es largo y solemne. La sardana corta tenía solo 96 compases y apenas 2 minutos de duración.
Llegó a desaparecer y actualmente se ha recuperado en varios lugares de Cataluña, en Andorra y en el Rosellón. Los danzantes colocados en fila y cogidos de las manos van dibujando unas figuras a medida que van girando en la plaza donde se ejecuta, acabando en el mismo lugar que al principio cuando concluye la música.
El nombre hace referencia a la combinación de los pasos que se marcan, es decir, un paso seguido de otro en sentido opuesto al primero.
El movimiento del contrapás de las danzas tradicionales, en que se basa el baile del contrapás, es un elemento coreográfico usado en algunas danzas y bailes medievales y del estilo galante del siglo XVIII, especialmente los denominados bailes del contrapás.
Es un baile extenso con una melodía con una marcada uniformidad tonal y una letra en la que, en su tiempo, se narraba la pasión de Cristo, conocido con el nombre de el divino. Los músicos se colocan a un lado tocando la tradicional melodía del contrapaso. La coreografía, ejecutada tradicionalmente solo por hombres, requería la presencia de un capdanser, un danzante que al mismo tiempo dirigía el contrapaso.
El grupo musical de acompañamiento es reducido, con cuatro instrumentos (gaita, flabiol, gralla y tamboril).

## Variedades
Contrapás largo, corto, cerdà y porcigola.
Algunos de los lugares donde se baila actualmente
- Contrapás de Palau de Noguera.[5]
- Contrapás de Tremp.[2]
- Contrapás de Andorra.[6]
- Contrapás de Prats de Molló.[7]
- Comarcas de La Selva y el Ampurdán.[3]

No se debe confundir con el contrapás vasco, un género del repertorio de los chistularis que tiene un ritmo diferente y no tiene sentido religioso como el caso del catalán.